# Professeur Layton et la Boîte de Pandore
Pour les articles homonymes, voir Professeur.
Professeur Layton et la Boîte de Pandore (レイトン教授と悪魔の箱, Reiton-kyōju to Akuma no Hako, Professor Layton and the Diabolical Box aux États-Unis) est le second jeu de la première trilogie de la série des jeux Professeur Layton de Level-5. Ce jeu est la suite de Professeur Layton et l'Étrange village. Le jeu est sorti au Japon le 29 novembre 2007, en Amérique du Nord le 24 août 2009 et en Europe le 25 septembre 2009. Ce jeu est le premier de la série à avoir un doublage en français, auparavant les voix anglaises étaient conservées.

## Histoire
Les événements de ce jeu se déroulent un an après Professeur Layton et l'Étrange Village.
Le professeur Hershel Layton et son apprenti, Luke, reçoivent une lettre d'Andrew Schrader, savant respecté, mentor et ami du professeur Layton, qui contient des informations sur le coffret céleste, communément appelé la "Boîte de Pandore". Inquiets, Layton et Luke décident d'aller voir Andrew, mais une fois sur place ces derniers le trouvent inconscient et le coffret a disparu. Dans le bureau du savant, Layton et Luke trouvent un ticket pour le Molentary Express sans destination écrite et une photo déchirée. Ils décident de prendre le train pour retrouver la Boîte de Pandore. Une fois arrivés à Dropstone, les deux héros découvrent une destination mystère du Molentary Express : Folsense, une ville fantôme.
Chapitre 1 : Le légendaire Molentary Express
Décidant de prendre le train dans l'espoir de découvrir quelque chose sur la boîte d, Layton et Luke rencontrent l'inspecteur Chelmey (qui suit apparemment la même piste) et l'aident à retrouver le " garçon " disparu d'un autre passager, Tom. Au cours de leurs recherches, ils rencontrent le fondateur du Molentary Express, M. Beluga, et son neveu rocker (et conducteur du train) Sammy Thunder. Après un certain temps de recherche, ils découvrent que Tom est en fait un chien et que d'autres passagers ont dit avoir vu une jeune femme avec un chien dans le train. Lorsqu'ils retrouvent la jeune femme, ils découvrent qu'il s'agit de Flora Reinhold (voir professeur layton et l'étrange village) et acceptent qu'elle les accompagne dans leur voyage si elle promet d'être prudente. Ils ramènent Tom à son maître et retournent à leur cabine, afin d'attendre le premier arrêt, un village de fermiers appelé Dropstone. Avant qu'ils n'y parviennent, le train s'arrête. Ils découvrent qu'un autre train leur barre la route. Après que Layton ait aidé Sammy et le mécanicien, le train atteint enfin Dropstone.
Chapitre 2 : Le village de campagne de Dropstone
Le trio part explorer le village dans l'espoir de découvrir d'autres pistes pendant que le train est en réparation. À leur arrivée, ils découvrent que le village fête son 50e anniversaire. En explorant le village, ils découvrent que la fille de l'homme le plus riche du village et maire, Katia, prévoit de quitter la maison dans l'espoir de réaliser le dernier souhait de sa grand-mère (à la grande consternation de son père). Pendant le festival, Flora perd Layton et Luke dans la foule et se fait entraîner par une silhouette obscure. Lorsque Layton et Luke la retrouvent, elle leur semble plus recluse, mais ils n'en tiennent pas compte, estimant que la longueur du voyage l'a épuisée. Ils remontent dans le train et rencontrent un homme nommé Romie qui leur parle d'une ville fantôme qui n'apparaît sur aucune carte. Apparemment, le seul moyen de se rendre dans cette ville est de prendre le Molentary Express. Le trio s'apprête à monter à bord lorsqu'il s'aperçoit qu'une foule nombreuse s'y est rassemblée. Ils découvrent que la foule fait ses adieux à une jeune femme aux cheveux courts et violets ; ils en déduisent qu'il s'agit de Katia. Ils remontent dans le train, se demandant où va Katia, et pourquoi tant de monde a décidé de lui dire au revoir.
Chapitre trois : Une voie divergente
De retour dans le train, Layton, Luke et Flora décident d'explorer la voiture de luxe interdite d'accès qui se trouve à l'avant du train. Alors qu'ils explorent la pièce, ils sont épuisés et s'endorment au moment où le train entre dans un long tunnel. Dans l'obscurité, la voiture de luxe se sépare du reste du train et rejoint un autre train en direction d'une autre ville. Layton se rend compte que le billet trouvé chez Schrader avait bien une destination écrite, mais qu'elle était codée. Le billet est pour la ville de Folsense, que Schrader a dû visiter avant sa mort. Les trois hommes arrivent enfin en ville et constatent qu'il fait très sombre depuis le peu de temps qu'ils sont sortis. Ils remarquent que la gare abandonnée est bordée d'anciennes photos de la ville (que Layton juge vieilles d'une cinquantaine d'années). En entrant, ils sont pris d'une vague de vertige et sont choqués de voir que Folsense n'a pas changé depuis toutes ces longues années. Plus étrange encore, la vieille gare dont ils viennent de sortir se transforme aussi brillamment que la ville. Que se passe-t-il ici ?
Chapitre quatre : La ville fantôme de Folsense
Alors que le trio cherche des pistes, Flora dit qu'elle se sent fatiguée. Ils la laissent derrière eux dans un hôtel, pendant qu'ils cherchent d'autres pistes. En discutant avec les habitants, ils découvrent une rumeur selon laquelle un vampire vivrait dans le château du défunt duc. Ils découvrent également que la ville elle-même est considérée comme maudite.
Layton et Luke décident de visiter le musée Herzen, mais ils découvrent qu'il est fermé et que Sammy et Beluga se disputent à l'intérieur. Layton aperçoit un étrange emblème de bouc 
sur le sol et a une révélation. Il demande à Chelmey de lui montrer la photo déchirée trouvée dans l'appartement de Schrader, mais il s'aperçoit que Chelmey a un trou dans sa poche et que les morceaux ont été éparpillés dans la ville. Layton et Luke décident de retrouver les morceaux et de comprendre ce que montre la photo.
Chapitre cinq : Les ombres au coin de la rue
Layton et Luke retrouvent toutes les pièces du puzzle et reconstituent la photo, qui représente la boîte élyséenne. Sur le dessus de la boîte se trouve un emblème de chèvre semblable à celui qui a été repéré à divers endroits de Folsense. Avant qu'ils ne puissent recoller les fragments et les utiliser pour interroger les habitants, le morceau avec les yeux de la chèvre est emporté par le vent, et ils s'empressent de recoller les morceaux restants. Peu après, Barton (le partenaire de l'inspecteur Chelmey) leur demande de retourner à l'hôtel car Chelmey a découvert qui a tué le Dr Schrader. Ils retournent à l'hôtel pour découvrir le responsable du meurtre de Schrader.
Chapitre six : La route vers le château de Herzen
Layton et Luke retournent à l'hôtel pour découvrir que Chelmey a rassemblé tous les suspects (Flora, Katia, Beluga, Sammy, Luke et Layton). En se basant sur son propre raisonnement déductif, Chelmey accuse Sammy Thunder d'avoir tué Schrader, décidant de devancer son oncle. Alors que Sammy est emmené, Layton étudie la photo et Flora commente le "une jolie tête de bouc" qui orne la boîte. Layton a une révélation et arrête Chelmey, soulignant que la seule personne qui pourrait savoir à quoi ressemble la boîte élyséenne est le suspect coupable. Ainsi, le meurtrier ne peut être que Flora - la partie manquante de la photo fait que l'emblème ne ressemble pas à un bouc, mais plutôt à une grenouille. Comme Flora a commenté le "joli emblème de bouc", elle a dû voir la boîte élyséenne auparavant. Layton est choqué de découvrir que Flora n'est autre que Don Paolo, qui a volé la boîte à Schrader et l'a en sa possession. Don Paolo s'échappe, mais laisse tomber la boîte élyséenne alors qu'il est poursuivi par Chelmey et Barton. Luke la repère et la ramasse.
M. Beluga exige que la boîte lui soit remise après avoir expliqué qu'il s'agit d'un héritage de la famille Herzen et que c'est aussi la clé pour débloquer la fortune de la famille et qu'il est le fils du défunt duc Herzen. Mais avant que Layton ne lui remette la boîte, le groom de l'hôtel déclare qu'il n'a aucun droit sur la boîte. Il a abandonné la ville il y a plus de cinquante ans et a coupé tous les liens avec sa famille après une dispute entre lui et son père. Layton ramène la boîte dans sa chambre et l'ouvre, pour découvrir qu'elle est complètement vide et qu'ils ne sont pas morts. Les deux jeunes gens retournent dans la rue pour trouver des réponses. Grâce à Sammy, qui l'a remercié d'avoir blanchi son nom, ils se rendent au musée Herzen, où ils apprennent que M. Beluga est le fondateur du musée et qu'il a un frère aîné, Vladimir, qui vit apparemment toujours dans le château familial. Ils sont conduits dans une mine abandonnée où ils découvrent que la famille Herzen s'est enrichie grâce à l'exploitation de l'or et que les mineurs ont trouvé un autre métal précieux dans la mine. Mais ils se sont lassés car après avoir déterré le métal, les ouvriers et certains habitants sont tombés malades et sont morts, ce qui a conduit à la fermeture de la mine.
Chapitre sept : Une étrange rencontre
Ils décident de se rendre au château, où ils rencontrent Vladimir, mais se méfient du fait qu'il est exactement le même que dans un portrait peint il y a cinquante ans. Anton les invite à passer la nuit au château. Au moment de se coucher, Layton et Luke ont une vision d'eux-mêmes lors d'un bal organisé dans le château et ils voient une femme ressemblant étrangement à Katia danser avec Anton. Soudain, les danseurs s'arrêtent et fixent Layton et Luke. Lorsqu'ils se réveillent, ils se retrouvent attachés dans une salle de stockage, tandis qu'Anton explique qu'il doit préparer le dîner et que les deux doivent profiter des derniers moments qu'ils ont en compagnie l'un de l'autre, avant qu'il ne parte.
Pendant ce temps, Layton et Luke parviennent à s'échapper et à retrouver Katia. Alors qu'ils se dirigent tous les trois vers la sortie, Vladimir arrive. Lorsqu'il voit Katia, il est choqué et lui demande de venir à lui, en l'appelant Sophia. Elle secoue la tête et se cache derrière Layton. Furieux, croyant que sa "Sophia" bien-aimée est tombée amoureuse d'un autre homme, il pointe une épée sur Layton. Layton saisit une épée dans une armure et ils commencent à se battre, ne s'arrêtant que lorsque Vladimir se retrouve à court d'énergie. Katia leur crie d'arrêter, disant que le corps de son grand-père ne peut pas supporter l'effort. Elle explique alors qu'elle est la petite-fille de Vladimir. Lorsqu'il dit qu'il est trop jeune pour être le grand-père de qui que ce soit, Katia commence à expliquer que son jeune âge ne lui permet pas d'être un grand-père. Katia commence à expliquer que sa jeunesse n'est qu'une illusion, mais Layton lui coupe la parole. Il explique qu'il y a cinquante ans, les mineurs ont accidentellement découvert une veine de gaz hallucinogène. Comme ils le respirent tous et qu'ils ont vu les photos à la station, ils voient la ville (et ses habitants) telle qu'elle était il y a cinquante ans.
Vladimir explique qu'il est tombé amoureux de Sophia il y a plus de cinquante ans, mais qu'elle l'a abandonné en disant que quelqu'un d'autre avait plus besoin de son amour que lui. Katia explique qu'elle n'est pas tombée amoureuse de quelqu'un d'autre, mais qu'elle faisait référence à sa grossesse, et que la seule raison pour laquelle elle est partie est qu'elle pensait que la ville était trop dangereuse pour y élever leur enfant. Incapable d'accepter la mort de Sophia, Vladimir brandit son épée et sectionne accidentellement l'un des câbles qui maintenaient le lustre en place, provoquant sa chute et l'effondrement du château. Tous les quatre s'en sortent indemnes, mais Vladimir est choqué de voir que la ville est abandonnée et désolée et que sa jeunesse a disparu. C'est là que Layton lui rend la boîte élyséenne et lui explique que le métal dont elle est faite est imprégné de gaz, et que les personnes qui l'ont ouverte, s'attendant à ce qu'elle les tue, ont réalisé leurs propres prédictions sinistres. Vladimir explique ensuite que la boîte élyséenne contient une lettre qu'il a écrite à Sophia, mais qu'en raison de sa valeur, elle ne cesse d'être volée. Lorsque Luke dit que la boîte est vide la dernière fois qu'ils ont vérifié, Vladimir explique qu'il y a une deuxième façon de l'ouvrir et leur dit ce qu'il avait l'habitude de dire à Sophia : "Sous le soleil brulant sont réunis les deux amants. Lorsque le vent soufflera, leur amour triomphera".
Après avoir résolu l'énigme, ils découvrent une lettre qu'ils remettent à Vladimir. Il est choqué de découvrir que ce n'est pas son écriture mais celle de Sophia, ce qui signifie qu'elle a bien reçu sa lettre. La lettre qu'elle a écrite explique qu'elle ne lui a jamais dit qu'elle portait leur bébé, parce qu'elle savait qu'il ne pouvait pas quitter Folsense parce qu'il était le prochain à régner sur la ville. Elle souhaite également le retrouver dans l'autre vie, car elle n'en a plus pour longtemps. Vladimir sourit à la lettre en disant : "J'espère que tu pourras me pardonner, ma chère, mais nos retrouvailles de l'autre côté devront attendre un peu plus longtemps, car j'ai quelqu'un ici que je dois d'abord apprendre à connaître", tout en mettant son bras autour de Katia. 
Fin
Alors qu'ils rentrent chez eux, Layton montre à Flora et Luke un article paru dans le journal disant que le Dr Schrader est vivant, et qu'il était en fait dans un coma qui copiait les symptômes de la mort.

## Système de jeu
Cet opus reprend exactement le même style que le précédent jeu. C'est un jeu d'aventure et de pointer-et-cliquer cher à la saga. Le joueur se déplace dans plusieurs environnements du jeu : d'une rue de Londres d'époque, de Dropstone à Folsense (villes créées pour le jeu) ou bien le Molantary Express le train luxueux du jeu. De plus, le stylet de la Nintendo DS permet aussi au joueur de parler aux personnages ou bien répondre aux énigmes.
Les énigmes sont quasiment toutes différentes, allant de jeux de logique, à un questionnaire à choix multiples, en passant par des énigmes mathématiques… Il en existe de 3 sortes : les énigmes obligatoires qui défilent avec le scénario, les énigmes données par les personnages et les énigmes cachées, qui s'activent uniquement en touchant certains objets au cours de la progression dans le jeu. Il ne suffit pas de résoudre les énigmes obligatoires car il faut un minimum d'énigmes résolues pour avancer dans certaines étapes du jeu.
Il y a près de 150 nouvelles énigmes qui attendent d'être résolues. Cependant, bien que 135 énigmes fassent partie intégrante de l'histoire, 15 autres apparaissent dans la partie 'Extras' du jeu uniquement après avoir fini la trame du scénario et avoir vu défiler le générique de fin. Dans cette partie 'Extras', vous avez accès à plusieurs rubriques en plus des nouvelles énigmes. En effet, vous pouvez vous connecter via la connexion Wi-Fi Nintendo et résoudre de nouvelles énigmes dans l'énigme du jour. Vous avez aussi accès aux énigmes résolues ou seulement découvertes pour les refaire à nouveau. Il y a aussi un accès 'Bonus' qui permet selon de picarats (il s'agit de la monnaie du jeu) obtenues de pouvoir écouter la musique du jeu, de regarder des images, revoir les cinématiques… il y a aussi un code avec des accès aux anciennes et prochaines aventures du Professeur Layton permettant d'avoir des énigmes et des croquis du jeu.

## Personnages

### Personnages principaux
- Professeur Hershel Layton : ses deux passions sont les énigmes et le bon thé. Il est très fier de sa voiture, la Laytonmobile. Bien qu'il soit professeur d'archéologie à l'Université de Gressenheller, c'est un escrimeur hors pair. Beaucoup se demandent ce qu'il cache sous son chapeau, mais il est le seul à connaître la réponse.
- Luke : Il se considère comme l'apprenti du professeur Layton. C'est un garçon gentil et sincère, mais comme beaucoup d'enfants de son âge, il peut parfois se montrer insolent. Le don qu'il possède avec les animaux s'est souvent révélé utile.

### Anciens personnages
- Flora Reinhold : fille unique d'une famille aisée, Flora suit Luke et Layton à bord du fameux Molentary Express. Durant son temps libre, elle aime cuisiner, bien que ses petits plats aient le malencontreux effet de donner la nausée.
- Inspecteur Chelmey : le simple nom de Chelmey suffit à faire trembler les voyous de Londres, mais cette réputation est peut-être exagérée au vu de ses capacités sur le terrain. Pour se remettre d'une enquête difficile, il compte sur les beignets préparés par sa tendre épouse.
- Don Paolo : scientifique de premier ordre qui pense être l'ennemi juré de Layton, Don Paolo kidnappe Flora a Dropstone et se fait passer pour elle a Folsense afin d'obtenir des informations et semer le trouble. Fait intéressant, Don Paolo a également été l'élève du docteur Schrader.
- Stachenscrafen : Hé, c'est notre vieil ami, M. Stachenscrafen ! D'où peut-il bien venir ? Il a la mauvaise habitude d'apparaître sans prévenir, pour mieux disparaître quelques minutes plus tard. Où sera-t-il demain ? Cela reste un mystère, tout comme son identité.
- Pavel : homme plein de contradictions, Pavel est un aventurier sans peur au sens de l'orientation douteux. En route pour l'Égypte, il s'est finalement retrouvé à Folsense. Il n'a aucune idée de ce qui a pu se passer.
- Mamie Mystère : gardienne des énigmes, Mamie Mystère a le don de trouver les énigmes que Luke et Layton ont oubliées lors de leurs aventures. On la voit toujours avec son chapeau et sa réserve à énigme, qui sont désormais sa marque de fabrique.

### Nouveaux personnages
- Dr Schrader : le docteur Andrew Schrader est un ami, mais aussi le mentor, du Professeur Layton. Il a mené des recherches sur le Coffret céleste et l'a finalement eu en sa possession. En ouvrant le Coffret, le docteur Schrader tombe dans un coma si profond que même l'inspecteur le croit mort. Par bonheur, ce n'est finalement pas le cas et sa guérison fera sans doute l'objet de nombreux articles dans des revues médicales.
- Vladimir Van Herzen : même si la rumeur veut que ce soit un vampire, Vladimir n'est en fait que le duc de Folsense. Il y a cinquante ans, il a été séparé de Sophia, la femme de sa vie, et il ne s'en est jamais vraiment remis. C'est aussi le frère aîné de Bélouga.
- Katia : Katia est la fille de M. Anderson, un homme d'importance au village de Dropstone. Ils ne s'entendent plus très bien ces derniers temps. Katia se rend à Folsense pour délivrer un message de Sophia, sa grand-mère, et à Vladimir, son grand-père.
- Béluga : M. Bélouga est l'exigeant propriétaire du fameux Molentary Express. Il est à la recherche du Coffret céleste qui, espère-t-il, le mènera à la fortune des Van Herzen. Il pense y avoir droit en tant que fils de l'ancien duc et frère de Vladimir.
- Mr Anderson : c'est le père de Katia, avec qui il ne s'entend plus très bien. Il est un homme important au village de Dropstone.

## Version française
- Martial Le Minoux : Professeur Hershel Layton, M. Bélouga
- Marie Zidi : Luke Triton, Flora Reinhold
- Michel Elias : Inspecteur Chelmey, Andrew Shrader
- Raphaëlle Valenti : Katia Anderson, Sophia, Narratrice
- Stéphane Miquel : Vladimir van Herzen, Sam Léclair, Nigel

## Accueil

### Critiques
- Adventure Gamers : 4,5/5[1]
- Jeuxvideo.com : 18/20[2]

### Ventes
Au 13 juillet 2008 il est estimé que 880 195 copies ont été vendues au japon. Dans les pays autres que le Japon il est estimé qu'en septembre 2009 1,26 million de copies ont été vendues.
Le 31 décembre 2017 est estimé une vente de 3,88 millions de copies dans le monde.